# Lambert Maassen

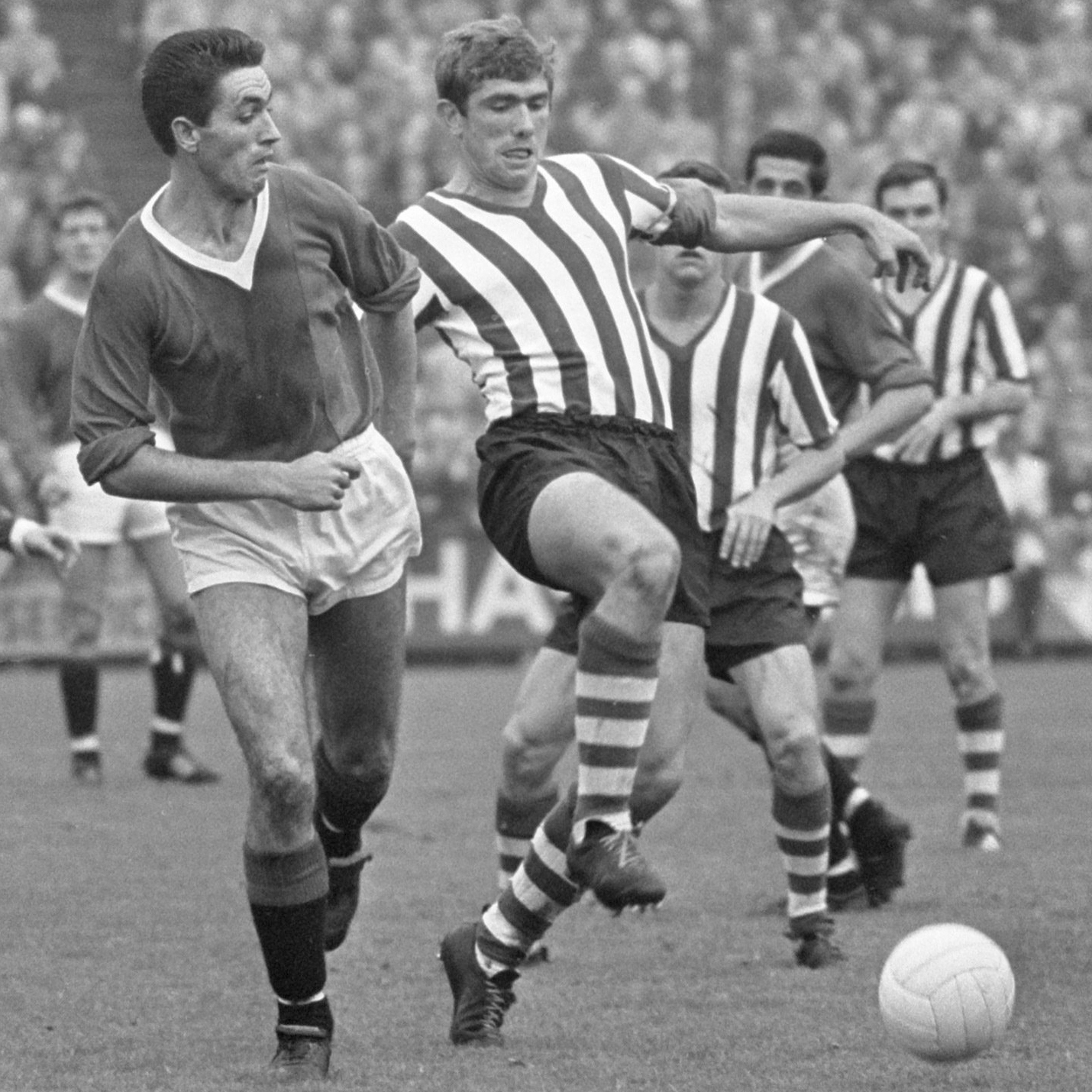
Voetbalwedstrijd Sparta - ADO te Rotterdam: 4-2, Lambert Maassen (ADO) in duel met Hans Eijkenbroek (Sparta) (16 oktober 1966)

Lambert Maassen (Geldrop, 21 september 1941 – aldaar, 5 mei 2018) was een Nederlands voetballer die als aanvaller speelde.
Maassen startte zijn voetballoopbaan bij VV UNA en ging in 1961 naar PSV, waar hij in seizoen 1961/62 zijn debuut in het eerste elftal maakte. Met PSV werd hij in 1963 landskampioen. In 1963 tekende hij een contract bij ADO, waar hij de voorhoede zou gaan vormen met Harry Heijnen en Kees Aarts. Onder coach Ernst Happel was de Haagse ploeg een subtopper die twee keer als derde en twee keer als vierde eindigde in de Eredivisie. In deze periode werd vier keer de finale van de KNVB beker gehaald. In seizoen 1967/68 werd de cup gewonnen door een zege in de finale tegen Ajax. Het daaropvolgende seizoen kwam Maassen met ADO uit in de Europacup II. In 1967 speelde hij met ADO in de Verenigde Staten als de San Francisco Gales.
Maassen werd door bondscoach Georg Kessler enkele keren uitgenodigd voor het Nederlands elftal, maar kwam niet verder dan de reservebank. Door een ernstige knieblessure moest hij in 1969 noodgedwongen afscheid nemen van het voetbal op het hoogste niveau. Maassen speelde tien eredivisieduels voor PSV en 151 voor ADO, waarin hij in totaal 52 doelpunten maakte alsmede 10 wedstrijden in de United Soccer Association (3 doelpunten).
Maassen had 2 dochters en 5 kleinkinderen. Hij overleed op 76-jarige leeftijd.